# 天钩增三
天龍座71，又名BD+61 2000，HD 193964、SAO 18807、HR 7792，是天龍座的一颗恒星，视星等为5.72，位于銀經96.48，銀緯14.36，其B1900.0坐标为赤經20h 17m 56.6s，赤緯+61° 14.36′ 23″。